# Thecla Hjorth
Thecla Hjorth, var en svensk tonsättare.

## Verk
- Sveavals. Tillägnad S. V. E. A. Tryckt omkring 1871 i Norrköping.[1]

### Sång och piano
- I skog. Sånger vid piano. Text och musik av Thecla Hjort. Utgiven 1879 på Huss & Beer, Stockholm.[2]

1. Kolare-Svens visa Ej sörjer jag mitt ödes lott.
2. Vind-sus. Hvind, hvad ditt sus.
3. Skogens källa Källa du friska och klara

- Skogsduett Då här jag gångar. Utgiven mellan 1908 av Henric Carlsons Bokhandel & Musikhandel, Linköping.[1]